# Anh hùng Belarus
Anh hùng Belarus (tiếng Belarus: Герой Беларусі, Łacinka Hieroj Biełarusi; tiếng Nga: Герой Беларуси, đã Latinh hoá: Geroj Belarusi) là danh hiệu vinh dự cao nhất có thể được trao tặng cho một công dân Belarus. Sắc lệnh tổng thống năm 1995 quy định những người "thực hiện những hành động vĩ đại nhân danh tự do, độc lập và thịnh vượng của nước Cộng hòa Belarus" sẽ được nhận danh hiệu. Điều đó bao gồm những cống hiến cho quân đội, kinh tế cùng với phục vụ xã hội quốc gia. Huy chương này được thiết kế giống với phiên bản trước của nó – Anh hùng Liên bang Xô viết. Ngoài ra, còn có các danh hiệu tương tự Anh hùng Belarus như Anh hùng Liên bang Nga, Anh hùng Ukraina và Anh hùng Uzbekistan. Tính đến năm 2019, nó đã được trao cho mười một người.

## Pháp luật
Việc sáng tạo, đề xuất và trao tặng danh hiệu và các huân huy chương khác của nhà nước Belarus được quy định bởi một bộ tài liệu pháp lý: Hiến pháp Belarus, Luật N 288-3 "Về các tưởng chương nhà nước của nước Cộng hòa Belarus" và các sắc lệnh của tổng thống.
Ngày 13 tháng 4 năm 1995, Xô viết tối cao Belarus thông qua Quyết định N 3726-XII, với tựa "Hệ thống tưởng chương quốc gia Cộng hòa Belarus", trong đó có việc cho ra đời một danh hiệu mới – Anh hùng Belarus. Ngoài ra, quyết định còn cho tạo ra các huân huy chương, và có thể được trao tặng bởi chính phủ. Việc tạo ra các danh hiệu là một cách để tôn vinh những người đã cống hiến hết mình cho Tổ quốc Belarus, kể cả người ngoại quốc.
Hiện nay, quyết định không còn hiệu lực và được thay thế bởi Luật N 288-3 vào ngày 18 tháng 5 năm 2004.

## Đề xuất và trao tặng
Để được nhận danh hiệu, một người phải có những đóng góp to lớn cho nhà nước và xã hội Belarus nói chung. Nó có thể được trao tặng cho quân nhân, những người phục vụ dịch vụ công hoặc doanh nghiệp tư nhân, và chỉ được trao một lần cho mỗi cá nhân, và có thể được trao sau khi qua đời. Các tiêu chí chính thức được nêu trong Chương 2, Điều 5 của Luật N 288-3. Chương 3, Điều 60 Luật N 288-3 quy định bất kỳ công đoàn được phép đề xuất (thỉnh cầu) một cá nhân xứng đáng với danh hiệu. Ngoài ra, các cơ quan chính phủ như Quốc hội, Hội đồng Bộ trưởng, các quan chức nội các và các đoàn thể công cộng, cũng được gửi đề cử cho danh hiệu này. Ứng cử viên sẽ được đánh giá, và nếu được cho là phù hợp, đơn đề xuất sẽ được chuyển đến Hội đồng Bộ trưởng, Ban Thư ký Chính phủ Hội đồng Bảo an, nếu được chấp thuận, nó sẽ được gửi tiếp đến Tổng thống Cộng hòa Belarus.
Hiến pháp Belarus (Phần 4, Chương 3, Điều 84) cho Tổng thống nước cộng hòa có quyền phong tặng các huân huy chương nhà nước. Tổng thống cần ban hành một sắc lệnh để trao danh hiệu Anh hùng Belarus. Trong vòng hai tháng, danh hiệu sẽ được tổng thống trao trong một dịp lễ quan trọng, thường là tại quảng trường Độc lập ở thủ đô Minsk. Một tưởng chứng thư (gramota) cũng sẽ được trao cho người nhận, được ký bởi Tổng thống Belarus.

## Đặc quyền

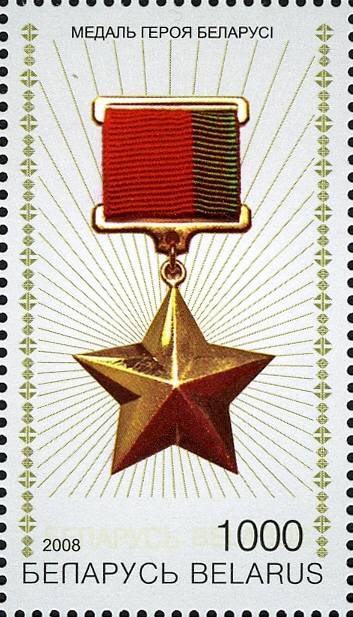
Huân chương Anh hùng Belarus trên tem bưu chính năm 2008

Ban đầu, Quyết định N 3727-XII của Hội đồng Tối cao Cộng hòa Belarus ngày 13 tháng 4 năm 1995 xác định các đãi ngộ dành cho Anh hùng Belarus giống với các đặc quyền của Anh hùng Liên bang Xô viết, Anh hùng lao động xã hội chủ nghĩa, hay những người được trao Huân chương vinh quang, Huân chương vinh quang lao động. Những đãi ngộ này được quy định bởi Quyết định Hội đồng Tối cao Cộng hòa Belarus theo ngày 21 tháng 2 năm 1995 N 3599-XII.
Bây giờ vấn đề này được quy định bởi Luật Cộng hòa Belarus vào ngày 14 tháng 6 năm 2007 N 239-3 "Về các đặc quyền xã hội, quyền và bảo đảm cho một loại công dân xác định".
Theo đó, Anh hùng Belarus có quyền:
- được cung cấp miễn phí các loại thuốc trong danh sách các loại thuốc chính, được gọi xuất ăn riêng trong bệnh viện;
- sản xuất miễn phí và sửa chữa răng giả trong các tổ chức chính phủ và cung cấp miễn phí các phương tiện kỹ thuật phục hồi chức năng khác theo đăng ký của chính phủ về phương tiện kỹ thuật phục hồi xã hội;
- viện trợ bằng tiền để phục hồi hoặc, thay vì viện trợ bằng tiền, phục hồi miễn phí ngoài khu vực vệ sinh;
- được đi miễn phí trên tất cả các loại phương tiện giao thông đô thị (trừ taxi) không phân biệt nơi cư trú;
- được đi miễn phí trên các phương tiện giao thông (đường sắt, đường thủy, ô tô, nhưng không phải taxi) ngoại ô;
- được đi khứ hồi miễn phí bằng đường sắt, máy bay hoặc xe tải mỗi năm giao thông liên thành phố;
- miễn phí nhà ở, tiện ích và dịch vụ trong phạm vi 20 mét vuông không gian sống;
- lắp đặt miễn phí điện thoại cố định nếu phần mở rộng của đường dây thuê bao dưới 500 mét;
- sử dụng miễn phí điện thoại cố định (trừ các cuộc liên lạc liên đô thị và quốc tế).

Sự tiêu dùng liên quan đến các đãi ngộ trên, được lấy từ ngân sách nhà nước và địa phương và bảo hiểm xã hội của chính phủ.

## Thiết kế

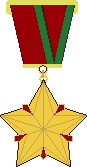
Huân chương Anh hùng Belarus năm 1996–1999

Người nhận danh hiệu sẽ được trao một huân chương có tên là Huân chương Anh hùng Belarus (tiếng Belarus: медаль Героя Беларусі, tiếng Nga: медаль Героя Беларуси). Phần cuống và thân huy chương được làm bằng vàng, và do đó nó còn được gọi là "Huân chương Sao vàng", giống như phiên bản trước đó – Anh hùng Liên bang Xô viết. Tổng đường kính của ngôi sao là 33 milimet, và được gắn vào dải huy chương hình chữ nhật. Dải huy chương là một dải ruy băng gồm hai màu đỏ và màu xanh lục. Hai dải màu đỏ và xanh lá cây trên ruy băng gợi lên thiết kế và màu sắc của lá quốc kỳ Belarus. Thiết kế hiện tại đã được ban hành thành luật bởi Sắc lệnh Tổng thống số 516 vào ngày 6 tháng 9 năm 1999.
Huân chương được thiết kế giống với phiên bản Anh hùng Liên Xô. Không giống như Anh hùng Liên Xô, Anh hùng Lao động xã hội chủ nghĩa và Anh hùng Liên bang Nga, không có gì được khắc trên mặt sau ngôi sao. Dải huy chương cũng thiết kế tương tự như Anh hùng Liên Xô, vì thiết kế cờ cũng được sử dụng để làm dải huy chương. Nó luôn luôn được đeo ở bên trái ngực trên tất cả các huân huy chương khác. Chương 4, Điều 69 của Luật N 288-quy định rằng bất kỳ huy hiệu và danh hiệu của Liên Xô và của nước Cộng hòa Xã hội chủ nghĩa Xô viết Byelorussia trước đó phải được đặt sau các huy hiệu của Cộng hòa Belarus.

### Huân chương năm 1996
Khi danh hiệu được tạo ra, một huy chương được đề xuất và đã được chính phủ soạn thảo và thiết kế. Sự khác biệt chính giữa huy chương này và huy chương hiện tại là thiết kế của phần cuống và thân huy chương sao ở phía dưới: cuống huy chương trên cùng dài hơn đáy và ngôi sao dưới cùng vẽ khác được trang trí bằng hồng ngọc. Còn phần cuống được làm từ bạc mạ vàng, trong khi hiện tại huy chương thì được làm từ vàng. Thiết kế của ngôi sao gợi lên Ngôi sao Nguyên soái, mà các Nguyên soái Liên Xô thường cài trước cổ. Tưởng chương được thông qua bởi Sắc lệnh Tổng thống số 26 vào ngày 15 tháng 5 năm 1996.

## Người nhận danh hiệu
Theo Điều 3 Luật 288-З Cộng hòa Belarus ngày 18 tháng 5 năm 2004 "Về các tưởng chương nhà nước của nước Cộng hòa Belarus", danh hiệu này có thể được trao không chỉ cho công dân Belarus, mà còn trao cho người ngoại quốc và người không quốc tịch. Nhưng hiện nay, danh hiệu này chỉ được có thể trao cho công dân Belarus. Công dân Nga, Anh hùng quá cố của Liên bang Nga Vasiliy Aleksandrovich Vodolazhskiy cũng được coi ngang hàng với Anh hùng Belarus vì đã phục vụ cho nước Cộng hòa Belarus. Tuy nhiên, ông lại không được nhận danh hiệu này, nhưng các đãi ngộ vẫn được dành cho các thành viên gia đình ông.

### Danh sách
| STT | Ảnh | Tên                                      | Nghề nghiệp lúc nhận | Ngày trao            | Sắc lệnh Tổng thống số | Lí do trao | Sinh mất                             |
| --- | --- | ---------------------------------------- | --- | -------------------- | ---------------------- | --- | ------------------------------------ |
| 1   |     | Uladzimir Mikalajevič Karvat (truy tặng) | Trung tá hàng không | 21 tháng 11 năm 1996 | 484                    | Qua đời trên một chuyến bay huấn luyện mất kiểm soát, lái máy bay ra khỏi khu vực đông dân cư | 28 tháng 11, 1958 — 23 tháng 5, 1996 |
| 2   |     | Paviel Lukjanavič Maryjeŭ                | Tổng giám đốc Công ty BelAZ | 29 tháng 6 năm 2001  | 360                    | Đối với công việc tại BelAZ (Zhodino) | 16 tháng 6, 1938                     |
| 3   |     | Aliaksandr Iosifavič Dubko (truy tặng)   | Chủ tịch Ủy ban điều hành Grodno Oblast                                                                                            | 30 tháng 6 năm 2001  | 361                    | Vì những đóng góp của ông cho sự phát triển nông nghiệp ở vùng Grodno | 14 tháng 1, 1938 — 4 tháng 2, 2001   |
| 4   |     | Michail Aliaksandravič Karčmit           | Chủ tịch Hội đồng quản trị công ty nông nghiệp Snov, quận Nesvizh                                                                  | 30 tháng 6 năm 2001  | 362                    | Vì những đóng góp của ông cho sự phát triển nông nghiệp ở quận Nesvizh, vùng Minsk, cũng như cho công việc của ông trong Ủy ban Chính sách khu vực của Hội đồng Cộng hòa Quốc hội Cộng hòa Belarus | 1 tháng 2, 1949—22 tháng 5, 2004     |
| 5   |     | Vitaĺ Iĺič Kramko                        | Lãnh đạo công ty nông nghiệp Oktyabr, quận Grodno                                                                                  | 30 tháng 6 năm 2001  | 362                    | Đã phục vụ một cách xuất sắc trong phát triển nông nghiệp Belarus | 15—03                                |
| 6   |     | Michail Sciapanavič Vysocki              | Tổng Giám đốc của Công ty Khoa học Đơn vị Cộng hòa Khoa học "Kỹ thuật Belavtotractor" thuộc Viện Hàn lâm Khoa học Quốc gia Belarus | 1 tháng 3 năm 2006   | 135                    | Vì những đóng góp cho sự phát triển của ngành công nghiệp ô tô Belarus | 10 tháng 2, 1928—25 tháng 2, 2013    |
| 7   |     | Piotr Piatrovič Prakapovič               | Chủ tịch Hội đồng quản trị Ngân hàng Quốc gia Cộng hòa Belarus                                                                     | 1 tháng 3 năm 2006   | 135                    | Đối với công việc trong hệ thống ngân hàng của Cộng hòa Belarus | 03                                   |
| 8   |     | Vasiĺ Apanasavič Raviaka                 | Lãnh đạo công ty nông nghiệp Progress–Vertelishki                                                                                  | 1 tháng 3 năm 2006   | 135                    | Đối với công việc trong công ty "Progress–Vertelishki" của vùng Grodno | 15 tháng 7, 1948—01                  |
| 9   |     | Michail Andrejevič Savicki               | Người đứng đầu tổ chức văn hóa nhà nước, hội thảo học thuật sáng tạo về hội họa, đồ họa và điêu khắc                               | 1 tháng 3 năm 2006   | 135                    | Vì sự phát triển của hội họa Belarus | 18 tháng 2, 1922—8 tháng 11, 2010    |
| 10  |     | Filaret (Vachramiejeŭ)                   | Tổng giám mục Minsk và Slutsk, Giáo mục Giáo trưởng toàn Belarus                                                                   | 1 tháng 3 năm 2006   | 136                    | Vì những đóng góp cá nhân đặc biệt cho sự hồi sinh tinh thần của người dân Belarus | 21 tháng 3, 1935                     |
| 11  |     | Darja Uladzimiraŭna Domračava            | Vận động viên hai môn phối hợp, vô địch Olympic bốn lần                                                                            | 17 tháng 2 năm 2014  | 66                     | Vì kỹ năng chuyên môn cao và thành tích thể thao đặc biệt | 3 tháng 8, 1986                      |

## Trong văn hóa

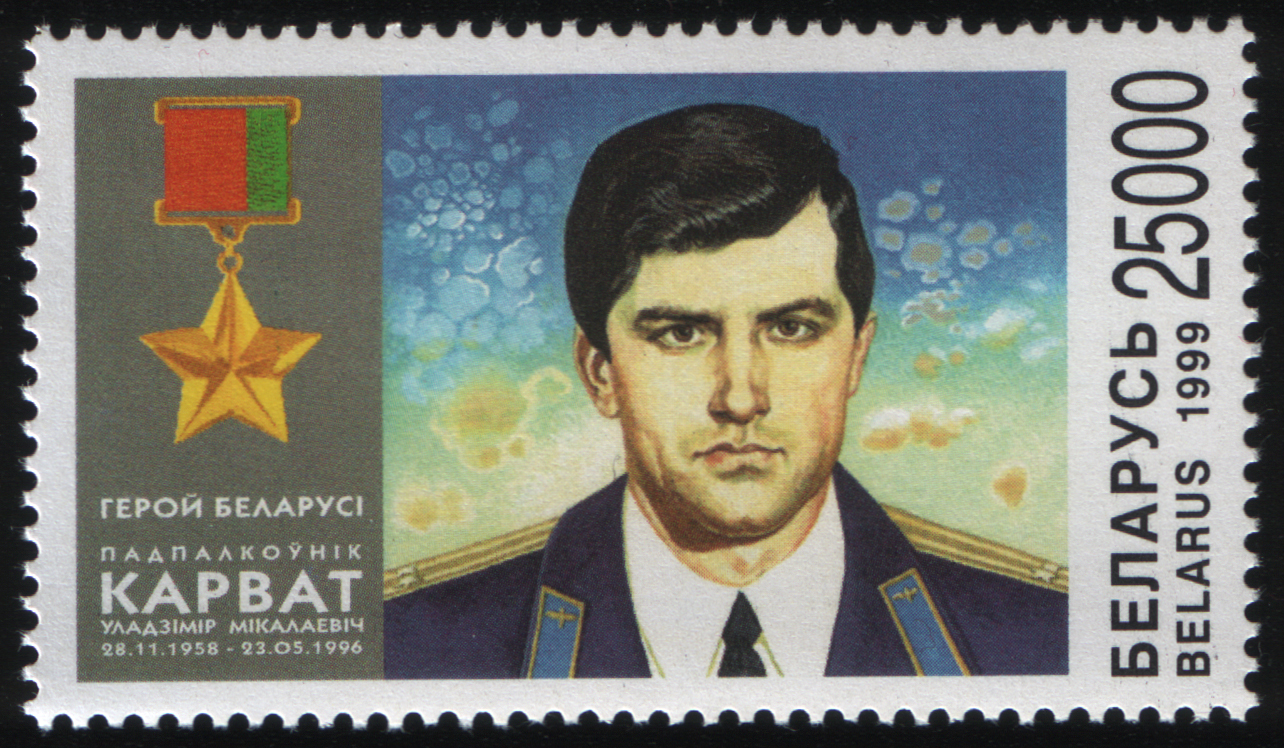
Anh hùng Belarus đầu tiên Uladzimir Mikalajevič Karvat trên tem bưu chính Belarus năm 1999

Tưởng chương được in trên một con tem, được phát hành bởi công ty bưu chính Bielpošta, kỷ niệm 3 năm ngày Karvat qua đời. Được thiết kế bởi V. Volynets, tem 25.000 rúp có huân chương bên trái và ảnh của Karvat bên phải với đầy đủ màu sắc. Bên dưới huân chương có ghi "Anh hùng Belarus, Uładzimir Mikalaevič Karvat, (28.11.1958 – 23.05.1996)". Nó được phát hành vào ngày 12 tháng 8 năm 1999 và có số lượng in là 90.000.
Danh hiệu Anh hùng Belarus cũng được thể hiện trong một bộ tem được phát hành bởi BELPOST vào tháng 12 năm 2006, mô tả các huân huy chương nhà nước Belarus. Trên lần phát hành đầu tiên, huy chương được hiển thị đầy đủ màu sắc bên cạnh các hình vẽ mẫu quốc huy, lá quốc kì và Dinh Tổng thống. Một bưu điện ngày đầu tiên từ Minsk cũng sử dụng một phác thảo của huy chương, được trang trí bằng vòng hoa và dòng chữ tiếng Belarus "Huân chương nhà nước Cộng hòa Belarus".
Một bộ tem khác, dành cho các huân huy chương của Belarus, đã được Bộ Truyền thông và Tin học Belarus phát hành vào tháng 8 năm 2008. Bộ tem được thiết kế bởi Ivan Lukin và Oleg Gaiko. Việc in ấn được đánh giây mực và đầy đủ màu sắc. Kích thước của tem là 29,6 × 52 mm.
Ngoài ra, kênh truyền hình "CTV (Minsk)" đã phát hành một bộ phim, dành riêng cho các Anh hùng Belarus.